# Hymenochaete muroiana
Hymenochaete muroiana är en svampart som beskrevs av I. Hino & Katum. 1961. Hymenochaete muroiana ingår i släktet Hymenochaete och familjen Hymenochaetaceae.   Inga underarter finns listade i Catalogue of Life.